# Стерлітамацька область
Стерлітамацька область (башк. Стәрлетамаҡ өлкәһе, рос. Стерлитамакская область) — адміністративно-територіальна одиниця РРФСР, що існувала в 1952—1953 роках у складі Башкирської АРСР. Центр — місто Стерлітамак.
Стерлітамацька область (поряд з Уфимською) утворена указом Президії Верховної Ради СРСР від 29 травня 1952 в ході експерименту по запровадженню обласного поділу всередині великих АРСР.
Першим секретарем Стерлітамацького обкому ВКП(б) був П. І. Каменєв. Перша обласна конференція відбулася 6 вересня 1952.
Стерлітамацький обком КПРС ліквідований постановою бюро обкому КПРС від 28 квітня 1953 в зв'язку зі скасуванням областей у складі Башкирської АРСР.

## Адміністративний поділ
Розташовувалася в південній частині Башкортостану.
У складі області перебували:
- міста — Стерлітамак, Ішимбай, Бєлорєцьк, Салават.
- 25 сільських районів — Абзановський, Абзеліловський, Архангельський, Аургазинський, Баймакцький, Бєлорєцький, Бузов'язовський, Бурзянський, Воскресенський, Гафурійський, Зіанчуринський, Зілаїрський, Кармаскалинський, Кугарчинський, Куюргазинський, Макарівський, Матраєвський, Мелеузівський, Міякинський, Стерлібашевський, Стерлітамацький, Учалинський, Федоровський, Хайбуллінський, Юмагузинський райони.

Рік потому експеримент  визнано невдалим і область скасували указом Президії Верховної Ради СРСР від 30 квітня 1953 року.